# Ephies abangae
Ephies abangae là một loài bọ cánh cứng trong họ Cerambycidae.